# Tambor parlante

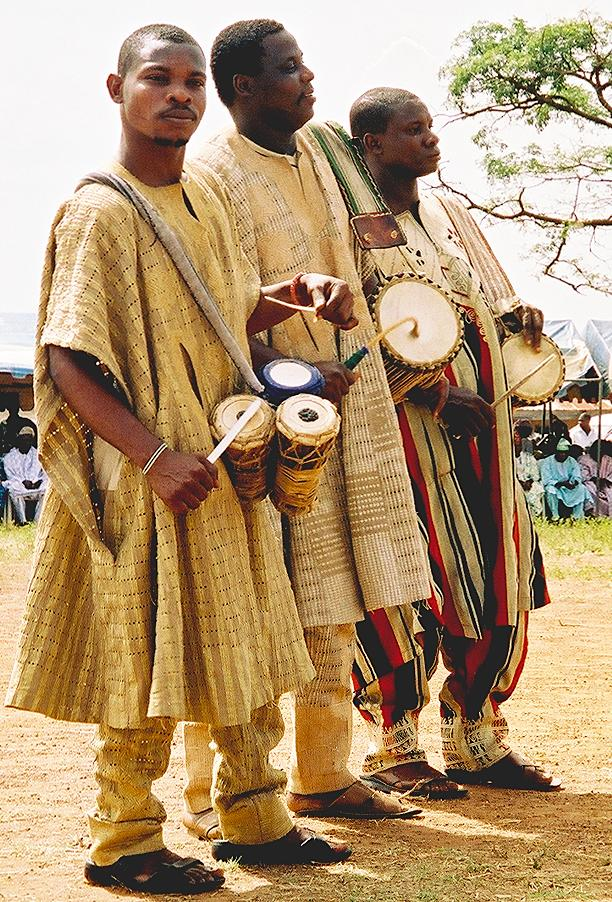
Tamborileros yoruba: El más cercano sostiene un sakara y un batá. Los otros dos, sostienen dùndúns.

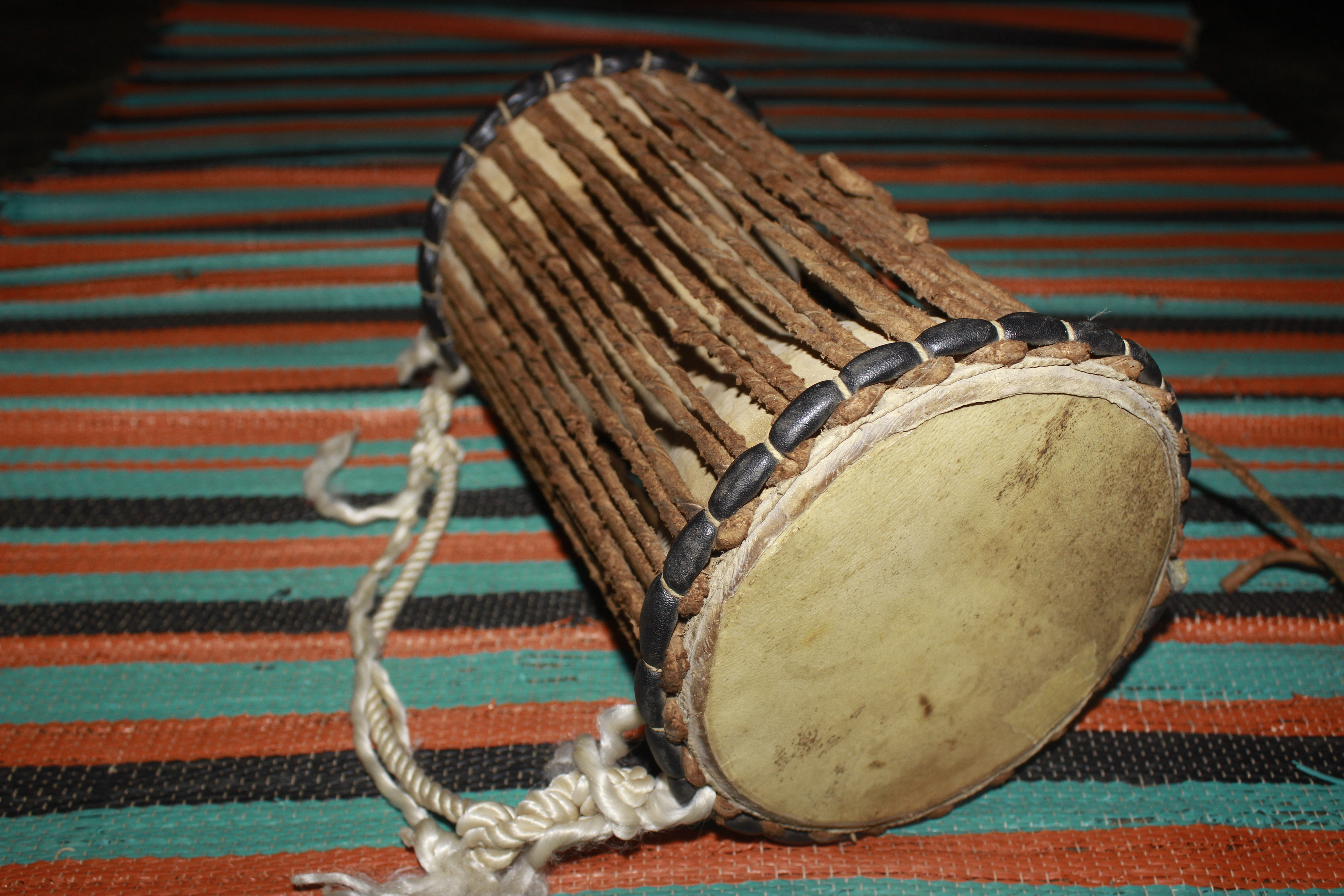
Gangán

El tambor parlante es un tambor con forma de reloj de arena procedente de África occidental, cuyo tono se puede regular para imitar el tono y la prosodia del habla humana. Tiene dos parches conectados por cordones tensores de cuero, que permiten al intérprete cambiar el tono del tambor tensando los cordones entre el brazo y el cuerpo.
En el siglo XVIII, los intérpretes de tambor parlante usaban tonos para difundir mensajes como noticias de ceremonias y órdenes, a distancias de cuatro a cinco millas.

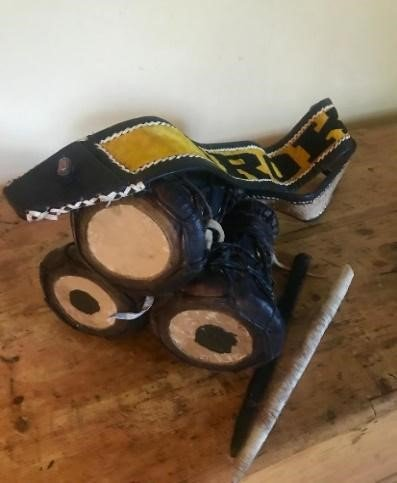
Batá

Un músico experto es capaz de tocar frases enteras. La mayoría de los tambores parlantes suenan como un tarareo humano dependiendo de cómo se toquen.

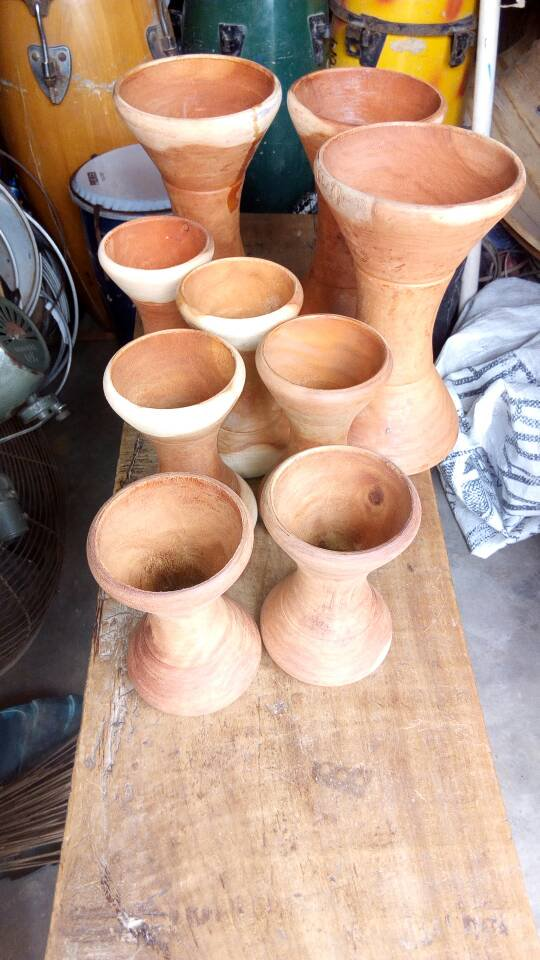
Cajas de madera de tambores parlantes.

En Asia hay tambores similares con forma de reloj de arena, pero no se utilizan para imitar conversaciones, aunque el idakka sí se emplea para imitar música vocal.
Destacan especialmente cinco variedades de tambores de presión los dùndún de los yoruba y los atumpan y fontomfrom de los asante (ashanti). Envían mensajes hasta 32 km, donde otros tamborileros los transmiten, difundiendo rápidamente las noticias.

## Nombres de tambores parlantes por idioma o región
| Idioma                           | Nombre              |
| -------------------------------- | ------------------- |
| Lenguas akan (fante, twi, baule) | Dondo, Odondo       |
| Bambara, Bozo, Dyula             | Tamanín             |
| Dagbani, Gurunsi, Moore          | Luna, Donno         |
| Efik                             | Obodom              |
| Fulani                           | Mbaggu, Baggel      |
| Hausa                            | Kalangu, Dan Kar'bi |
| Songhai                          | Doodo               |
| Serer, Wólof, Mandinka           | Tama, Tamma         |
| Yoruba                           | Dùndún, Gánga       |

## Historia
Los tambores parlantes con forma de reloj de arena son algunos de los instrumentos más antiguos utilizados por los griots de África occidental y su historia se remonta a los pueblos Bono, Yoruba, al Imperio de Ghana y al pueblo hausa. Tanto los yoruba del suroeste de Nigeria y Benin como los dagomba del norte de Ghana han desarrollado un género musical griot muy sofisticado centrado en el tambor parlante. Los tambores parlantes evolucionaron en muchas variantes, la mayoría de ellas con la misma construcción mencionada anteriormente. Pronto aparecieron muchas formas que no eran de reloj de arena y recibieron nombres especiales, como el Dunan y el Fontomfrom. Esta construcción se limita al interior de las fronteras contemporáneas de África occidental, con las excepciones del norte de Camerún y el oeste de Chad y áreas que han compartido poblaciones pertenecientes a grupos predominantes en sus países limítrofes de África occidental, como los kanuri, djerma, fulani y hausa.

### Pueblo Serer
En la historia Senegal y Gambia, el tama (en lengua Serer) era uno de los instrumentos musicales utilizados en la tradición "Woong" del pueblo Serer (la danza interpretada por los niños Serer aún por circuncidar o los futuros circuncidados, también conocido como el "Xaat" (en Serer). El tambor tama tiene connotaciones religiosas Serer (que es anterior al Imperio de Ghana). En la tradición Xaat, el tama constituye el cuarto conjunto musical de tambores. Los tambores Serer que se tocan son: Perngel, Lamb, Qiin y Tama.
Desde una perspectiva histórica, el tama,al igual que el Serer junjung, era golpeado por los griots de los reyes de Senegambia en ocasiones especiales, como durante las guerras (como una llamada a las armas), cuando los reyes querían dirigirse a sus súbditos y en circunstancias especiales en el país Serer: una llamada al martirio, como el caos de Tahompa (un ataque por sorpresa en el siglo XIX) y la batalla de Naoudourou,  en la que los sereres derrotados (por los musulmanes-marabúes de Senegambia), se suicidaron antes que ser conquistados por las fuerzas musulmanas u obligados a someterse al Islam. El suicidio sólo está permitido en la religión serer si satisface el principio serer del Jom. La palabra "Jom" significa "honor" en el idioma Serer.

### Pueblo Yoruba

#### Ayangalu
Se cree que Ayangalu fue el primer tamborilero yoruba. A su muerte fue divinizado, por lo que ahora se le cuenta entre las filas de los Orishas. Los seguidores de la religión yoruba creen que es el espíritu protector de todos los tamborileros y que, en forma de musa, inspira a los tamborileros para que toquen bien. La palabra "Ayan" significa tamborilero en lengua yoruba. Esta es la razón por la que algunos apellidos yoruba contienen el prefijo Ayan, como Ayanbisi, Ayangbade, Ayantunde, Ayanwande, etc. Este prefijo señala a sus portadores como custodios hereditarios de los misterios de Ayangalu.
En el siglo XX, el tambor parlante pasó a formar parte de la música popular de África Occidental. Se utiliza en la música Mbalax de Senegal y en la música Fuji y Jùjú de Nigeria (donde se conoce como dùndún, que no debe confundirse con el bombo dundun de los pueblos mandé). El tambor parlante también se utiliza en ceremonias y actos como bodas, entierros, actos privados y, lo que es más importante, las bandas africanas lo utilizan habitualmente como parte de sus instrumentos musicales.

## Técnica de interpretación

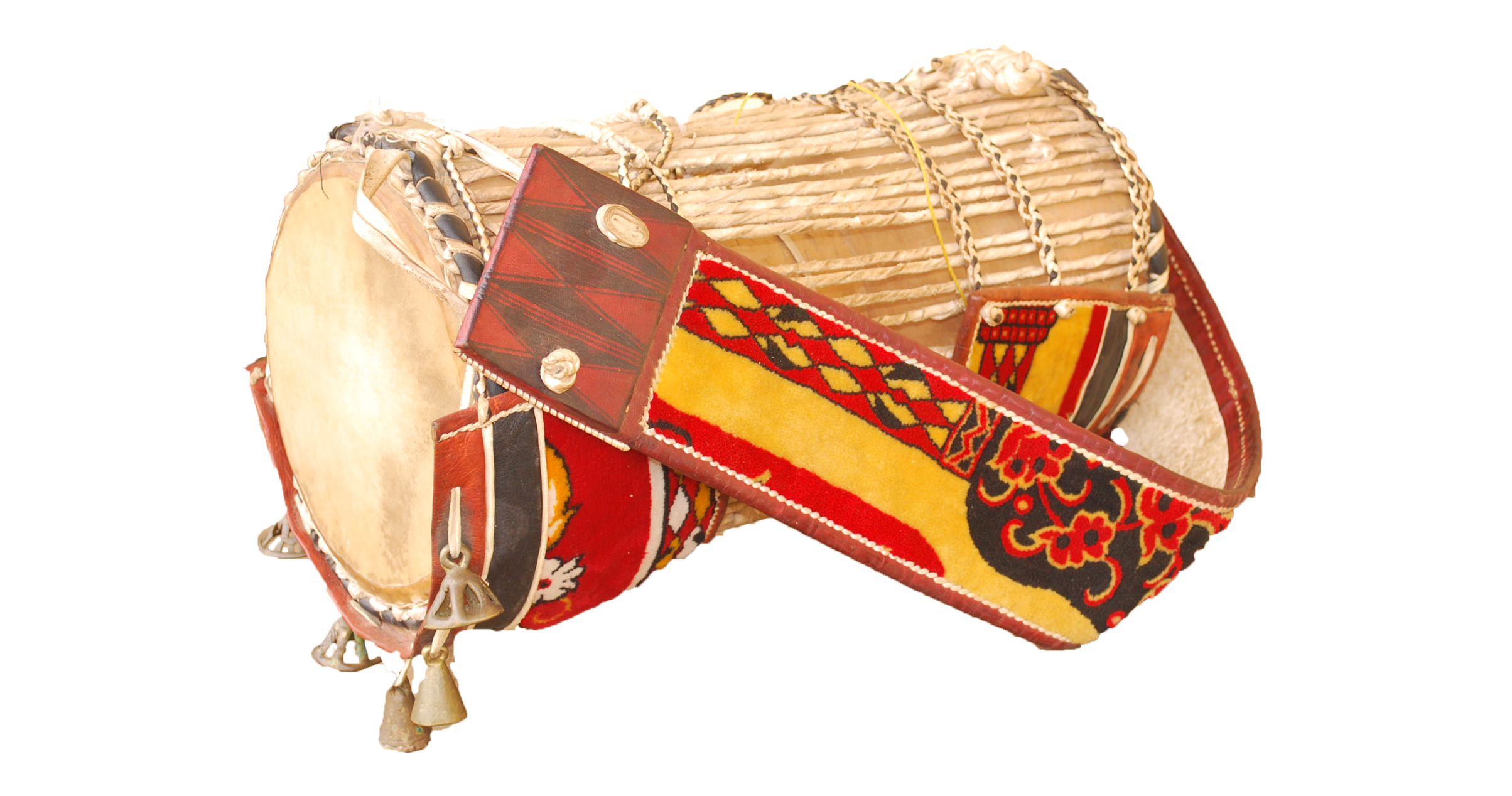
Iya Ilu, tambor parlante yoruba.

El tono del tambor varía para imitar los patrones tonales del habla. Esto se consigue variando la tensión ejercida sobre el parche del tambor: los parches opuestos están conectados por una cuerda de tensión común. La cintura del tambor se sujeta entre el brazo y las costillas del músico, de modo que cuando se aprieta el parche se tensa, produciendo una nota más aguda que cuando está en estado relajado; el tono puede variar durante un solo golpe, produciendo una nota gorjeante. Así, el tambor puede captar el tono, el volumen y el ritmo del habla humana, aunque no las cualidades de las vocales o las consonantes.
El uso de tambores parlantes como forma de comunicación fue observado por los europeos en la primera mitad del siglo XVIII. Los mensajes detallados podían enviarse de un pueblo a otro más rápido de lo que lo haría una persona a caballo. En el siglo XIX, Roger T. Clarke, un misionero, se dio cuenta de que "las señales representan los tonos de las sílabas de frases convencionales de carácter tradicional y muy poético".
Muchas lenguas africanas son tonales; es decir, el tono es importante para determinar el significado de una palabra concreta. La lengua yoruba, por ejemplo, tiene tres tonos principales, bajo, medio y alto, análogos a las notas tónicas del solfeo do, re y mi; las distintas inflexiones de los tres tonos se utilizan para transmitir mensajes diferentes. El mismo plan de tres tonos principales y sus inflexiones se aplica también a la forma de hablar del tambor en la música y la cultura yoruba. Sin embargo, la lengua serer y sus parientes senegambianos no son tonales, a diferencia de casi todas las demás lenguas del Níger-Congo.
El problema era cómo comunicar mensajes complejos sin utilizar vocales ni consonantes, sino simplemente empleando el tono. Un emigrante inglés en África, John F. Carrington, explicó en su libro de 1949 The Talking Drums of Africa (Los tambores parlantes de África) cómo los tamborileros africanos eran capaces de comunicar mensajes complejos a grandes distancias. Utilizando tonos graves denominados masculinos y tonos femeninos más agudos, el tamborilero se comunica a través de las frases y pausas, que pueden viajar más de 4-5 millas. El proceso puede llevar ocho veces más tiempo que comunicar una frase normal, pero resultaba eficaz para avisar a los pueblos vecinos de posibles ataques o ceremonias. Descubrió que a cada palabra corta que se tocaba en los tambores se añadía una frase adicional, que sería redundante en el habla pero que aportaba contexto a la señal central del tambor.

### Ejemplo
El mensaje "Vuelve a casa" podría ser traducido por los tamborileros como: "Haz que tus pies vuelvan por donde fueron, haz que tus piernas vuelvan por donde fueron, planta tus pies y tus piernas abajo, en el pueblo que nos pertenece".
Las palabras sueltas se traducirían en frases. Por ejemplo, "Luna" se interpretaría como "la Luna mira hacia la Tierra" y "guerra" como "guerra que hace que se preste atención a las emboscadas".
Las frases adicionales proporcionan un contexto en el que dar sentido al mensaje básico o a los golpes de tambor. Estas frases no podían ser aleatorias. Cuando se aprendía a tocar el tambor se enseñaba a los alumnos la frase concreta que coincidía con cada palabra. Sólo por esta razón, aprender a hablar en el lenguaje del tambor era muy difícil y no muchos estaban dispuestos a tomarse el tiempo necesario para hacerlo. Los golpes de tambor adicionales reducen la ambigüedad del significado. Irónicamente, cuando Occidente comprendió el mecanismo de los tambores, ya se habían empezado a utilizar menos en África. Además, las palabras perdían a menudo su significado. En una entrevista con Carrington, éste explicó que cuando las palabras no se usan a menudo, las frases que les corresponden se olvidan. Cuando les daban el compás para chica joven, los tamborileros pensaban que la frase que tocaban era en realidad la de las redes de pesca.
Como subraya Finnegan, los mensajes enviados a través de los tambores no se limitaban a mensajes utilitarios. Los lenguajes del tambor también podían utilizarse para formas específicamente literarias, para proverbios, panegíricos, poemas históricos, cantos fúnebres y, en algunas culturas, prácticamente cualquier tipo de poesía. Las formas ritualizadas y los nombres de tambor de determinados individuos constituían un tipo de literatura oral. En algunos pueblos, como los Ashantio los Yoruba, el lenguaje y la literatura de los tambores estaban muy desarrollados. En estas culturas, tocar el tambor solía ser una actividad especializada y a menudo hereditaria, y los tamborileros expertos que dominaban el vocabulario aceptado del lenguaje y la literatura del tambor solían estar vinculados a la corte de un rey.

## Detalles de diseño
Las dimensiones de los tambores difieren según los grupos étnicos, pero todos siguen el mismo diseño básico.
El Tama de los pueblos serer, wolof y mandinka se caracteriza por sus pequeñas dimensiones, con una longitud total de tambor de 13 centímetros y un diámetro del parche de 7 centímetros. Esto produce un tono mucho más agudo que otros tambores parlantes de la misma construcción.
Los pueblos yoruba y dagomba, por su parte, tienen algunos de los tambores parlantes más grandes en sus conjuntos Lunna y Dunun, con una longitud típica de 23-38 centímetros (9,1-15,0 pulgadas) y un diámetro de la cabeza del tambor de entre 10 y 18 centímetros (3,9 y 7,1 pulgadas). En los conjuntos de tambores parlantes yoruba, estos grandes tambores se utilizan junto a otros más pequeños similares al Tama, llamados Gangan en lengua yoruba.

## Estilos de interpretación

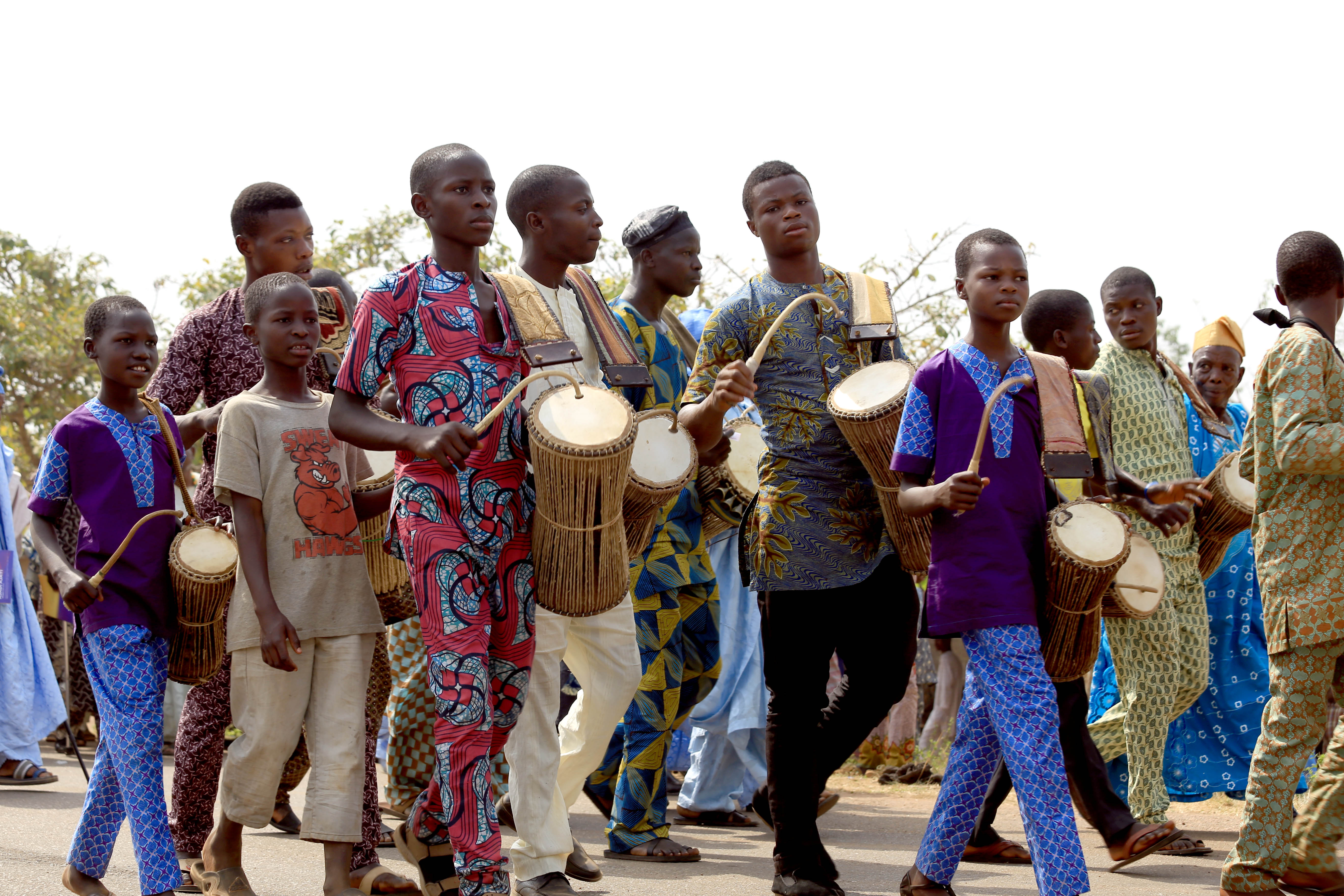
Tamborileros en desfile

Los estilos de interpretación están estrechamente relacionados con la construcción del tambor y las cualidades tonales de cada lengua. Existe una clara diferencia en los estilos de interpretación entre las zonas de población predominantemente fulani y mandinga y las zonas tradicionalmente no mandinga situadas más al este.
El estilo predominante en zonas más occidentales, como Senegal, Gambia, Malí occidental y Guinea, se caracteriza por rápidos redobles y breves estallidos de sonido entre la mano que sostiene el bastón y la mano libre que lo acompaña, y se corresponde con los diversos acentos tonales y no tonales que se escuchan en esta zona. Se trata de un estilo típico del popular género Mbalax de Senegal.
Desde el este de Mali, Burkina Faso y Ghana, hacia Níger, el oeste de Chad y Nigeria (con la excepción de las zonas con mayoría de habla fulani y mande), el estilo de tocar el tambor parlante se centra en producir notas largas y sostenidas golpeando el parche del tambor con la mano que sujeta la baqueta y la mano libre que la acompaña utilizada para amortiguar y cambiar los tonos inmediatamente después de ser golpeados. Esto produce una textura gomosa al tocarlo, que imita los tonos pesados y complejos utilizados en las lenguas de esta zona (lenguas nigerocongolesas). Este estilo característico puede escucharse claramente en la música popular de esta zona, sobre todo en la que el tambor parlante es el instrumento principal, como la música Fuji de los yoruba de Nigeria.
En algunos grupos étnicos, a cada individuo se le daba un "nombre de tambor" que podía utilizarse para dirigir mensajes a personas concretas. Ejemplos entre el pueblo beti-pahuin de Camerún son "Incluso si te vistes elegantemente, el amor es lo único" o "La rata de bosque gigante no tiene hijos, la rata doméstica no tiene hijos". Los tamborileros parlantes enviaban mensajes tocando el nombre del destinatario, seguido del nombre del remitente y el mensaje.

## Uso en la música popular
King Crimson utilizó el tambor parlante en su álbum Larks' Tongues in Aspic, para el tema The Talking Drum.
Tom Waits usó el tambor parlante en su canción Trouble's Braids, una pista del álbum Swordfishtrombones.
El musical American Utopia de David Byrne en Broadway y la película concierto de HBO incluyen un intérprete de tama en varias canciones del espectáculo.Erykah Badu usó el tambor parlante en su canción My People, del álbum New Amerykah Part One (4th World War).
Sikiru Adepoju es un maestro del tambor parlante de Nigeria que ha colaborado con artistas desde Grateful Dead hasta Stevie Wonder y Carlos Santana.
Naná Vasconcelos, maestra de la percusión, comenzó a tocar el tambor parlante a principios de los años 1980 y lo ha utilizado desde entonces.
Mick Fleetwood de Fleetwood Mac ha utilizado el tambor parlante en la canción World Turning del álbum homónimo de 1975 de la banda y en interpretaciones en concierto de la canción.
El musical American Utopia Broadway de David Byrne y la película concierto de HBO presentan a un intérprete de tama en varias canciones durante el espectáculo.

## En la cultura popular

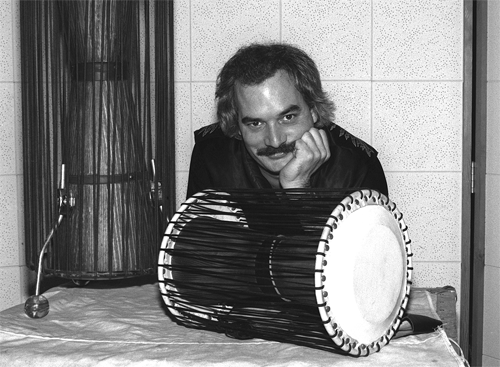
Bill Kreutzmann, baterista de Grateful Dead con un tambor parlante, 1982. Fotografía de David Gans

En la serie de juegos Patapon, el jugador es un dios que se comunica con sus seguidores utilizando cuatro tambores parlantes. Cada uno tiene su propio sonido: 'Pata', 'Pon', 'Don' y 'Chaka'.
En la serie de televisión Dead Like Me, se habla del tambor parlante como un medio para celebrar la vida de los muertos.
También se pueden escuchar en la película de 1959 La historia de una monja, protagonizada por Audrey Hepburn, cuando ésta llega a lo que entonces era el Congo Belga.
Bill Kreutzmann, baterista de Grateful Dead, tocaba ocasionalmente un tambor parlante en los directos del grupo durante el segmento de "batería" de sus actuaciones en el segundo set.
El tambor parlante ocupa un lugar destacado en la partitura de la película Black Panther de 2018. La partitura, compuesta por Ludwig Göransson, utiliza tambores parlantes como leitmotiv asociado al protagonista de la película, T'Challa (interpretado por Chadwick Boseman ).